# Centropogon peruvianus
Centropogon peruvianus là loài thực vật có hoa trong họ Hoa chuông. Loài này được (E.Wimm.) McVaugh mô tả khoa học đầu tiên năm 1949.